# Golyósorsó

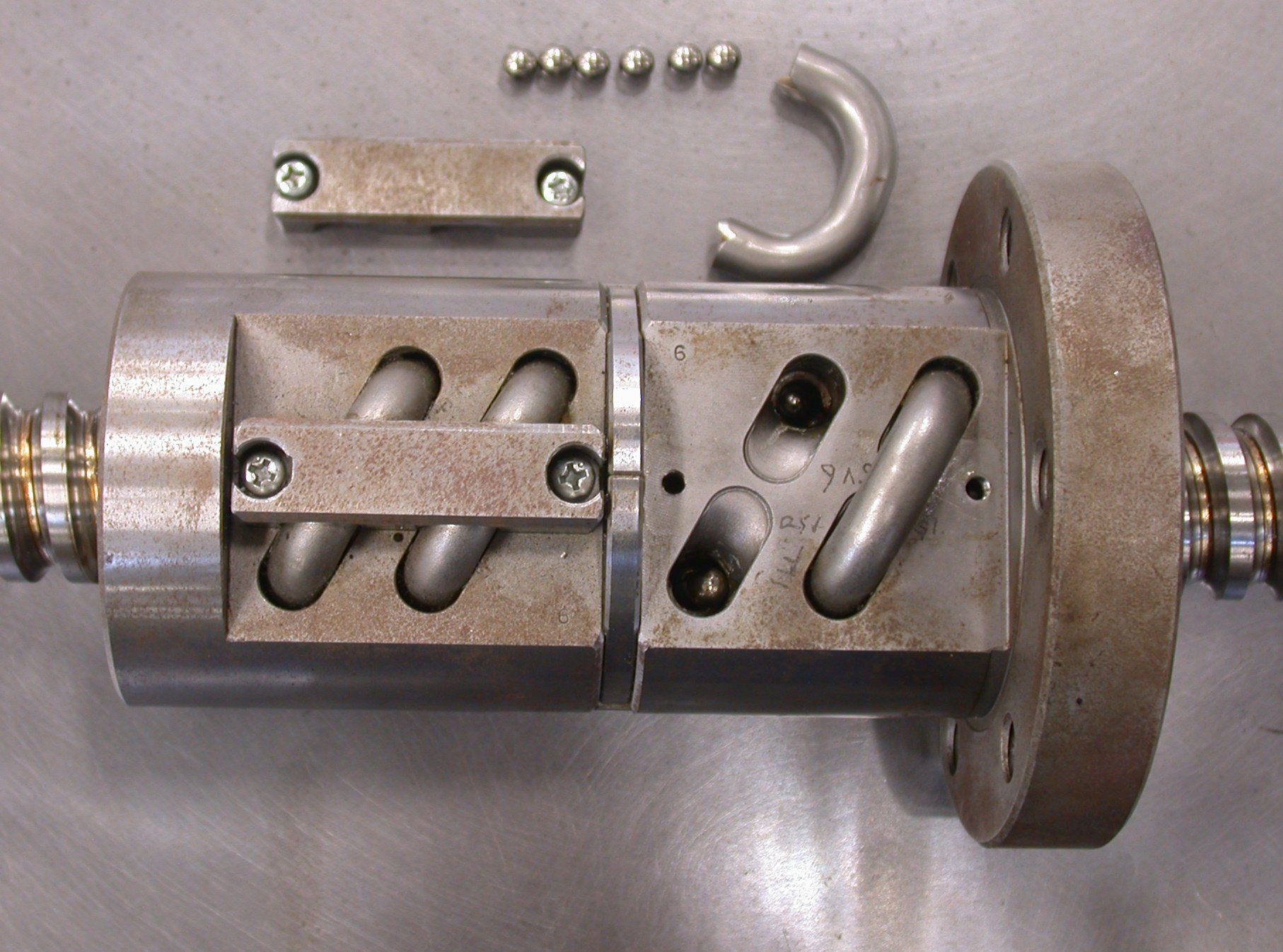
Golyósorsó szánjának metszete

A golyósorsó olyan gépelem, amely a forgó mozgást lineáris mozgássá alakítja. A holtjáték kiküszöbölésére szerszámgépeken a különböző szánok mozgatására  elterjedten alkalmazzák.

## Jellemzői
A belső gyűrű egy zsinórmenetű orsó, amiben a golyók elgördülnek. A szánrendszer mozgásakor a mért értékeknek 1, 3–1,5 μ  érték közé kell esni. Előnyük a kisebb gördülés, kisebb kopás, nagyobb hatásfok és a nagyobb fordulat. A súrlódás hatásfoka jó (η=0,95), a hézagmentesség, a nagy merevség pontos mozgást tesz lehetővé. A holtjáték kiküszöbölésére előfeszítést alkalmaznak, két anyát helyeznek fel egymással szemben. A golyók visszavezetését VV taggal, vagy áthidaló elemmel oldják meg.

### Előnyei
- hosszú élettartam
- kicsi holtjáték